# Пандур, Ивор
И́вор Па́ндур (хорв. Ivor Pandur; родился 25 марта 2000 года, Риека, Хорватия) — хорватский футболист, вратарь английского клуба «Халл Сити».

## Клубная карьера
Пандур — воспитанник клуба «Риека» из своего родного города. 14 декабря 2019 года в матче против «Вараждин» он дебютировал во чемпионате Хорватии. В составе клуба Ивор дважды выиграл Кубок Хорватии. Летом 2020 года Пандур перешёл в итальянский «Эллас Верона», подписав контракт на 5 лет. Сумма трансфера составила 900 тыс. евро. 28 октября в поединке Кубка Италии против «Венеции» Ивор дебютировал за основной состав. 9 мая 2021 года в матче против «Торино» он дебютировал в итальянской Серии A.
В июле 2022 года перешёл на правах аренды в нидерландскую «Фортуну».

## Международная карьера
В 2021 году Пандур в составе молодёжной сборной Хорватии принял участие в молодёжном чемпионате Европы в Венгрии и Словении. На турнире он был запасным и на поле не вышел.

## Достижения
Клубные
 «Риека»
- Обладатель Кубка Хорватии (2) — 2018/19, 2019/20